# Sistematika biljnog carstva
Sistematika biljnog carstva bavi se uspostavljanjem i aktualiziranjem obuhvata sistema biljaka, a posebno sistema grupa biljki.
Ova sistematika obuhvaća klasifikaciju svih biljki do razine razreda. Ako je potrebno, daljnji niži sistemi mogu se naći u odgovarajućim podgrupama.

### Biljno carstvo

#### Podcarstvozelenih biljki(Viridiplantae)
Zelene alge (Chlorophyta)
- Chlorophyceae
- Trebouxiophyceae
- Ulvophyceae
- različite polifiletičke linije ljuskastih flagelata (ranije Prasinophyceae)

Zelene alge u širem smislu i kopnene biljke (Streptophyta)
- Zygnematophyceae
- Charophyceae
- Mesostigma viride (jedini flagelat unutar Streptophyta)
- Chlorokybus sp.
- Klebsormidium sp.
- Chaetosphaeridium sp.
- Coleochaete sp.
- Kopnene biljke (Embryophyta)
  - Mahovine (Bryophyta)
    - Marchantiopsida
    - Manniopsida
    - Bryopsida
    - Anthocerotopsida

  - Tracheobionta
    - Pteridophyta
      - Psilophyta
      - Lycopsida
      - Equisetopsida
      - Filicopsida) vidi posebno Sistematika paprati

    - Spermatophyta
      - Coniferophyta
      - Cycadophyta
      - Ginkgophyta
      - Gnetophyta
      - Angiospermae vidi posebno Sistematika kriosjemenjača

#### Podcarstvocrvenih algi(Rhodoplantae)
Cyanidiophyta
- Cyanidiophyceae

Rhodophyta
- Rhodellophytina
  - Rhodellophyceae
  - Compsopogonophyceae
- Eurhodophytina
  - Bangiophyceae
  - Florideophyceae
    - Hildenbrandiophycidae
    - Nemaliophycidae
    - Ahnfeltiophycidae
    - Rhodymeniophycidae

(prema Saundersu i Hommersandu 2004.)

## Vanjske poveznice
- Vanjski preglednik različitih sistema klasifikacije  Arhivirana inačica izvorne stranice od 2. studenoga 2008. (Wayback Machine)
- TOLWeb, Tree of Life  Arhivirana inačica izvorne stranice od 11. srpnja 2017. (Wayback Machine)
- floraweb